# Nordstrom

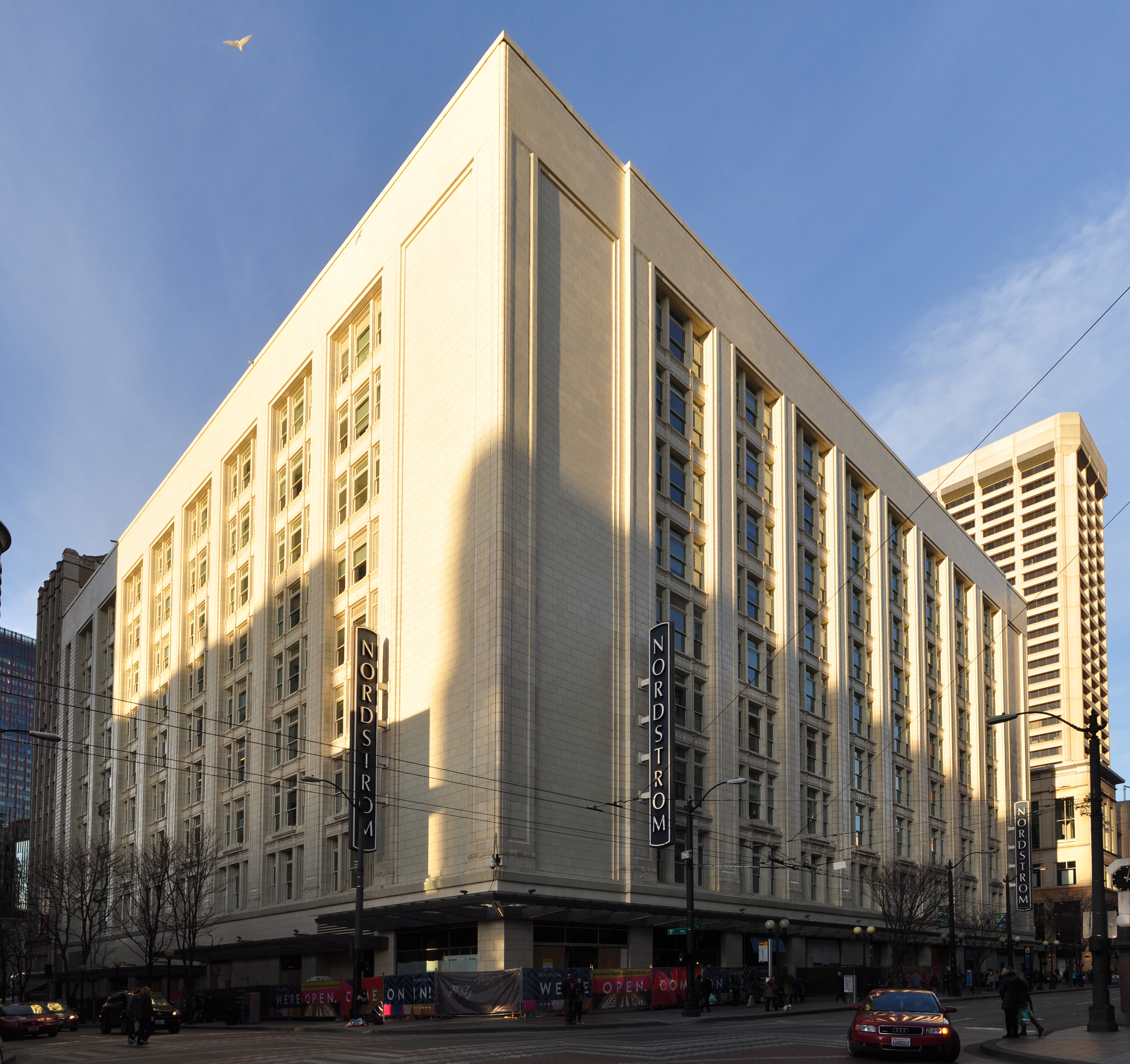
Головний офіс й універмаг у Сіатлі за адресою 500 Pine St, Seattle, WA 98101. Будівля є пам'ятником архітектури.

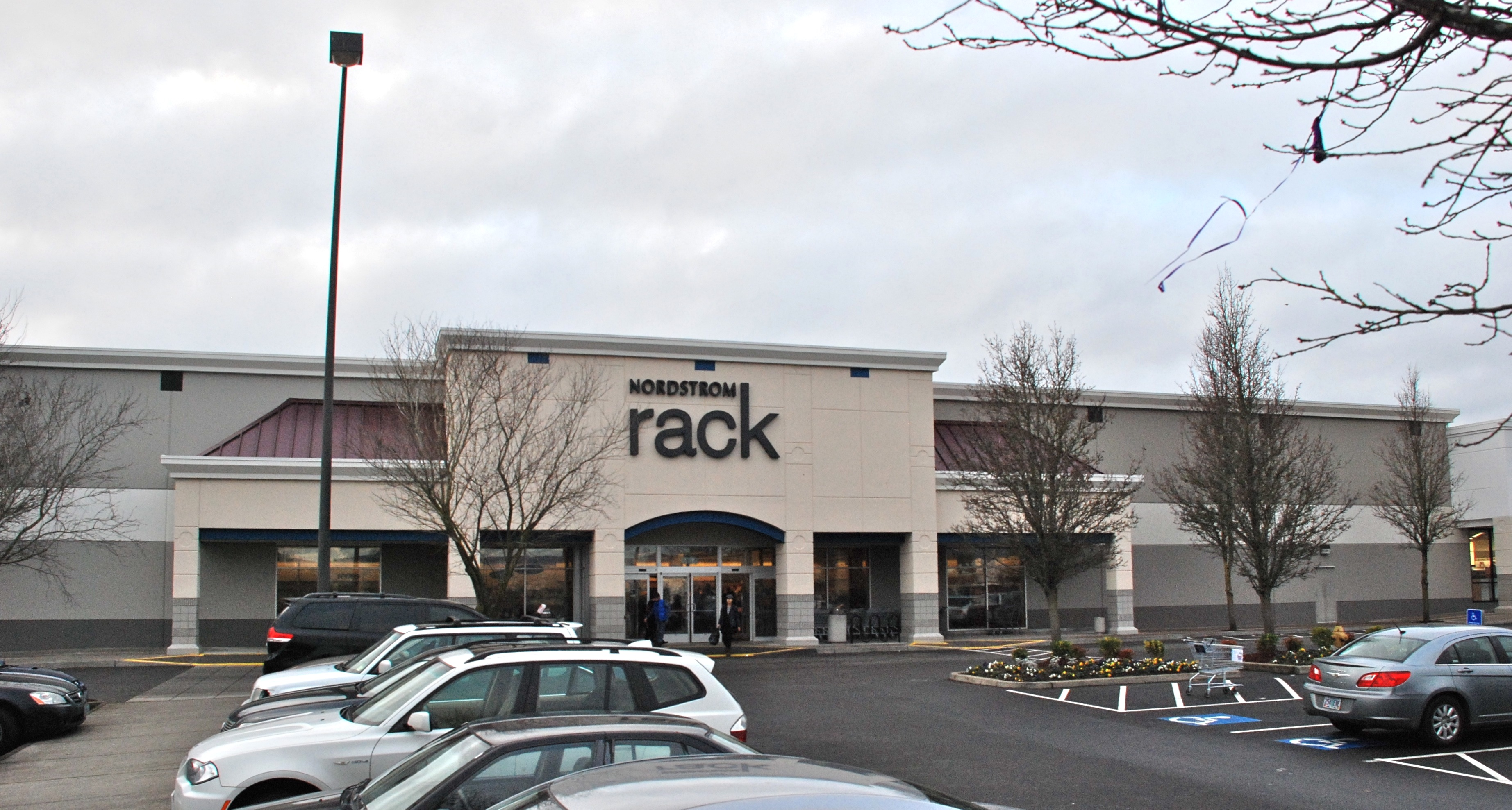
Nordstrom Rack у Гіллсборо (Орегон)

47°36′45″ пн. ш. 122°20′11″ зх. д. / 47.61237° пн. ш. 122.3365° зх. д.
Nordstrom (Нордстром) — американська мережа люксових універсальних магазинів та торгова марка John W. Nordstrom чоловічого одягу з управлінням у Сіетлі. Заснована у 1901 році Джоном В. Нордстромом та Карлом Ф.Валліном. Мережа виникла як взуттєвий магазин та перетворилася на повну роздрібну торгівлю з відділами одягу, взуття, сумок, ювелірних виробів, аксесуарів, косметики та ароматів. У деяких магазинах є домашні меблі та весільні відділи, а в деяких є власні кафе, ресторани та еспресо-бари.
Станом на 2021 рік Nordstrom керує 100 магазинами в 32 штатах США і трьох канадських провінціях з моменту виходу на ринок у 2014 році. Одне місце в Пуерто-Рико працювало з 2015 по 2020 рік. [4] Штаб-квартира і флагманський магазин розташовані в першому місці. Будівля Фредеріка і Нельсона в Сіетлі, штат Вашингтон ; другий флагманський магазин розташований поблизу Columbus Circle в Нью-Йорку. Його дочірні компанії включають мережу універмагів за зниженою ціною Nordstrom Rack та інтернет-магазин HauteLook, призначений лише для членів.

## Рання історія
Джон В. Нордстром народився 15 лютого 1871 року в містечку Лулео на півночі Швеції. У 1887 році Нордстром іммігрував до Сполучених Штатів у віці 16 років. Його ім'я при народженні було Йохан Нордстрьом, яке він згодом англізував на Джона Нордстрома. [джерело?] Після приземлення в Нью-Йорку він почав працювати в Мічигані і зміг заощадити достатньо грошей, щоб придбати картопляну ферму площею 20 акрів (81 000 м 2 ) 20-акрів (81 000 м2) в Арлінгтон (Вашингтон). У 1897, він приєднався до  Клондайкська золота лихоманка у канадській території  Юкон. Після двох років розвідки він нарешті знайшов золото, але продав свою частину за 13 000 доларів. Повернувшись до Сіетла зі своїм нововим багатством, він одружився з Хільдою Карлсон (Hilda Carlson) у 1900 році і починає шукати можливість почати бізнес.
На 2016 рік Нордстром має 349 магазинів у 40 штатах США, Канаді (з 2014 року відкрито 5 універмагів) та Пуерто-Рико (магазин відкрито 2015 року):
- 123 повних універмагів Nordstrom,
- 215 спрощених магазинів Nordstrom Rack,
- 5 клубних будинків Trunk Club,
- 2 бутиків Jeffrey,
- 2 магазинів розпродажу.

Нордстром торгує у мережі через nordstrom.com [Архівовано 7 травня 2022 у Wayback Machine.], nordstromrack.com [Архівовано 6 травня 2022 у Wayback Machine.] та сайт приватних мережевих продаж HauteLook.com. Магазини проводять 6 розпродажів щороку з найбільшим у липні на роковинах відкриття.
Продажі у 2015 році склали 14,437 млрд доларів США. Прибуток — 1,101 млрд дол. 72500 працівників на 2015 рік.
Nordstrom, Inc. є відкритим акціонерним товариством з продажем акцій на біржі NYSE під символом JWN.
1887 16-річний Йохан (згодом англізував до Джон) Нордстром із шведського села неподалік від міста Лулео емігрував до США. Магазин Нордстром заснований 1901 року Джоном В. Нордстромом й Карлом Ф. Волліном, як магазин взуття, що згодом почав продавати одяг, аксесуари, сумки, косметику та парфуми. Деякі магазини також мають весільні та домашні товари.